# Bảo tàng ở Łowicz
Bảo tàng ở Łowicz (tiếng Ba Lan: Muzeum w Łowiczu) là một bảo tàng tọa lạc tại số 5/7 Quảng trường chợ cũ, Łowicz, Ba Lan. Hoạt động của bảo tàng này tập trung vào việc giới thiệu lịch sử của vùng Łowicz và văn hóa của người Księżaków.

## Lịch sử
Vào năm 1905, một nhà hoạt động xã hội và nhà sưu tập tên là Władysław Tarczyński (1845 - 1918) ra mắt công chúng "Bộ sưu tập cổ vật" ông đã thu thập được trong nhiều năm. Hai năm sau, bộ sưu tập này được chuyển từ căn hộ tư nhân của Władysław Tarczyński đến các căn phòng do Ban cứu hỏa tình nguyện tặng. Kể từ đó, Bảo tàng Cổ vật và Chứng tích Lịch sử được thành lập. Trước Chiến tranh thế giới thứ nhất, bộ sưu tập của bảo tàng này có tổng cộng khoảng 3.200 hiện vật thuộc các chủ đề lịch sử, nghệ thuật và dân tộc học. Sau khi Ba Lan giành lại độc lập, những hiện vật còn sót lại của bộ sưu tập bảo tàng được bàn giao cho thành phố.
Bảo tàng Dân tộc học của Hiệp hội Du lịch Ba Lan hoạt động từ năm 1910. Bộ sưu tập cơ sở của bảo tàng này là các bộ sưu tập của Aniela Chmielińska (1868 - 1936).
Trước khi Chiến tranh thế giới thứ hai bùng nổ, cả hai bảo tàng đều bố trí triển lãm bên trong tòa nhà ở số 16 Quảng trường chợ cũ. Trong thời kỳ hậu chiến, các bộ sưu tập của hai bảo tàng được Bảo tàng Quốc gia ở Warsaw tiếp quản. Vào năm 1948, Bảo tàng Quốc gia ở Warsaw thành lập một chi nhánh ở Łowicz. Từ năm 1995, bảo tàng này hoạt động độc lập.
Vào tháng 6 năm 2019, Thân vương Fumihito của Nhật Bản cùng vợ là Hoàng tự phi Kiko đã đến thăm bảo tàng.